# Leucopogon tamariscinus
Leucopogon tamariscinus är en ljungväxtart som beskrevs av Robert Brown. Leucopogon tamariscinus ingår i släktet Leucopogon och familjen ljungväxter. Inga underarter finns listade i Catalogue of Life.